# 卡里亚蒂
卡里亚蒂（義大利語：Cariati），是意大利科森扎省的一个市镇。总面积27.95平方公里，人口8630人，人口密度308.8人/平方公里（2009年）。ISTAT代码为078025。